# Мешо-Вашингтон, Ольга
Ольга Мешо-Вашингтон (англ. Olga Meshoe Washington, 1981 — 6 января 2025) — южноафриканский адвокат, известная своей работой в сфере межконфессиональных отношений и защитой интересов Израиля. Ольга также была членом правления и старшим сотрудником IBSI, курируя работу Бюро докладчиков.

## Юные годы и образование
Мешо-Вашингтон была старшей дочерью южноафриканского политика преподобного Кеннета Мешо, парламентского лидера Африканской христианско-демократической партии. Она получила юридическое образование в Преторийском университете.

## Карьера
Мешо-Вашингтон основала и возглавила произраильскую христианскую лоббистскую группу DEISI (Defend, Embrace, Invest, Support Israel — Защищай, Принимай, Инвестируй, Поддержи Израиль). Она опровергла обвинения Израиля в апартеиде, отметив, что политика Израиля настолько отличается от южноафриканского апартеида, что подобные сравнения «ужасно невежественны» и «принижают значение того, через что пришлось пройти чернокожим южноафриканцам; они стирают наш опыт». В 2022 году она выступила на мероприятии в Женеве, организованном UN Watch в связи с докладом Пиллэй Совета ООН по правам человека. Её замечания были поддержаны заявлением Яира Лапида, осуждающим доклад Пиллэй как антисемитский. Газета The Jerusalem Post назвала её одной из 25 молодых визионеров, отметив, как она применила свой опыт в области права и корпоративного управления для оказания влияния на программы социально-экономического развития, некоммерческие организации и НПО. Она занимала должность главного операционного директора Club Z, американского сионистского молодёжного движения. Она была представлена в книге Ари Миттлмана «Пути праведника: истории о героизме, человечности и надежде» (ISBN 978-9657023730).

## Личная жизнь и смерть
Её муж, Джошуа Вашингтон, является сыном Думисани Вашингтона, основателя и генерального директора Института чёрной солидарности с Израилем (IBSI). На их свадьбе столы были разделены так, чтобы предлагать кошерные блюда (рубленую сельдь и имитацию речного рака) или некошерные блюда (говяжий желудок, требуху, субпродукты, копчёную рыбу и «беглые ноги»).
Мешо-Вашингтон умерла 6 января 2025 года, через месяц после того, как ей поставили диагноз «волчанка». Ей было 43 года, у неё остались муж и двое сыновей.